# Варшава/Модлин (аэропорт)
Аэропорт Варшава/Модлин (пол. Port Lotniczy Warszawa/Modlin; ИАТА: WMI, ИКАО: EPMO) — гражданский международный аэропорт в Польше, расположенный в 49 километрах к северу от центра Варшавы в городе Новы-Двур-Мазовецки в районе Модлин, от которого и получил своё название.
Изначально аэропорт был военным и для пассажирских рейсов был открыт в 2012 году к Чемпионату Европы по футболу. Предназначен для использования бюджетными авиакомпаниями, такими как Ryanair, для которого аэропорт является одним из базовых. Основным же международным аэропортом города является Варшавский аэропорт имени Шопена.

## История
Первые упоминания об аэродроме Модлин датируются 1937 годом во времена существования Второй Речи Посполитой. Согласно официальным документам аэродром начал свою работу в период немецкой оккупации Польши, когда аэропорт использовался для дислоцирования боевых сил Люфтваффе — военно-воздушных сил нацистской Германии. После освобождения 47-м артиллерийским полком Красной армии аэропорт стал временной базой для ВВС Советского Союза. После 1945 года аэродром Модлин перешел под командование польских ВВС.
В период с мая 1945 года по июль 1946 года на аэродроме базировались:
- управление 36-й истребительной авиационной дивизии ПВО;
- 405-й истребительный авиационный полк ПВО (Ла-5);
- 591-й истребительный авиационный полк ПВО (Ла-5);
- 827-й истребительный авиационный полк ПВО (Ла-5).